# Varginha
Varginha là đô thị thuộc bang Minas Gerais, Brasil. Varginha nổi bật là một trong những trung tâm thương mại và sản xuất cà phê lớn của Brasil và thế giới. Thành phố này còn là trung tâm xuất khẩu cà phê tiêu thụ hầu hết sản lượng của miền nam Minas Gerais, thực hiện việc buôn bán ngũ cốc với một số quốc gia. Thành phố cách đều ba khu vực đô thị lớn nhất ở Brasil (Belo Horizonte, Rio de Janeiro và São Paulo). Thành phố này nằm gần Rodovia Fernão Dias. Thành phố được kết nối qua Sân bay Chuẩn tướng Trompowsky (IATA: VAG, ICAO: SBVG).
Varginha đạt được danh tiếng vừa phải trong giới nghiên cứu UFO nhờ cái gọi là sự kiện UFO Varginha vào năm 1996, trong đó hai sinh vật ngoài hành tinh được cho là đã bị người dân địa phương phát hiện và rồi về sau bị Quân đội Brasil, cùng với cảnh sát và sở cứu hỏa địa phương bắt giữ. Sau biến cố này, thành phố bắt đầu đầu tư vào "du lịch UFO". Ngày nay có những bến xe buýt hình phi thuyền và một tháp nước ở trung tâm thành phố cũng có dạng phi thuyền. Tháng 8 năm 2004, các nhà nghiên cứu UFO từ khắp Brasil đã cùng nhau tham dự Đại hội UFO lần I ở Varginha, được tổ chức với sự hỗ trợ của Tòa thị chính.

## Điểm tham quan

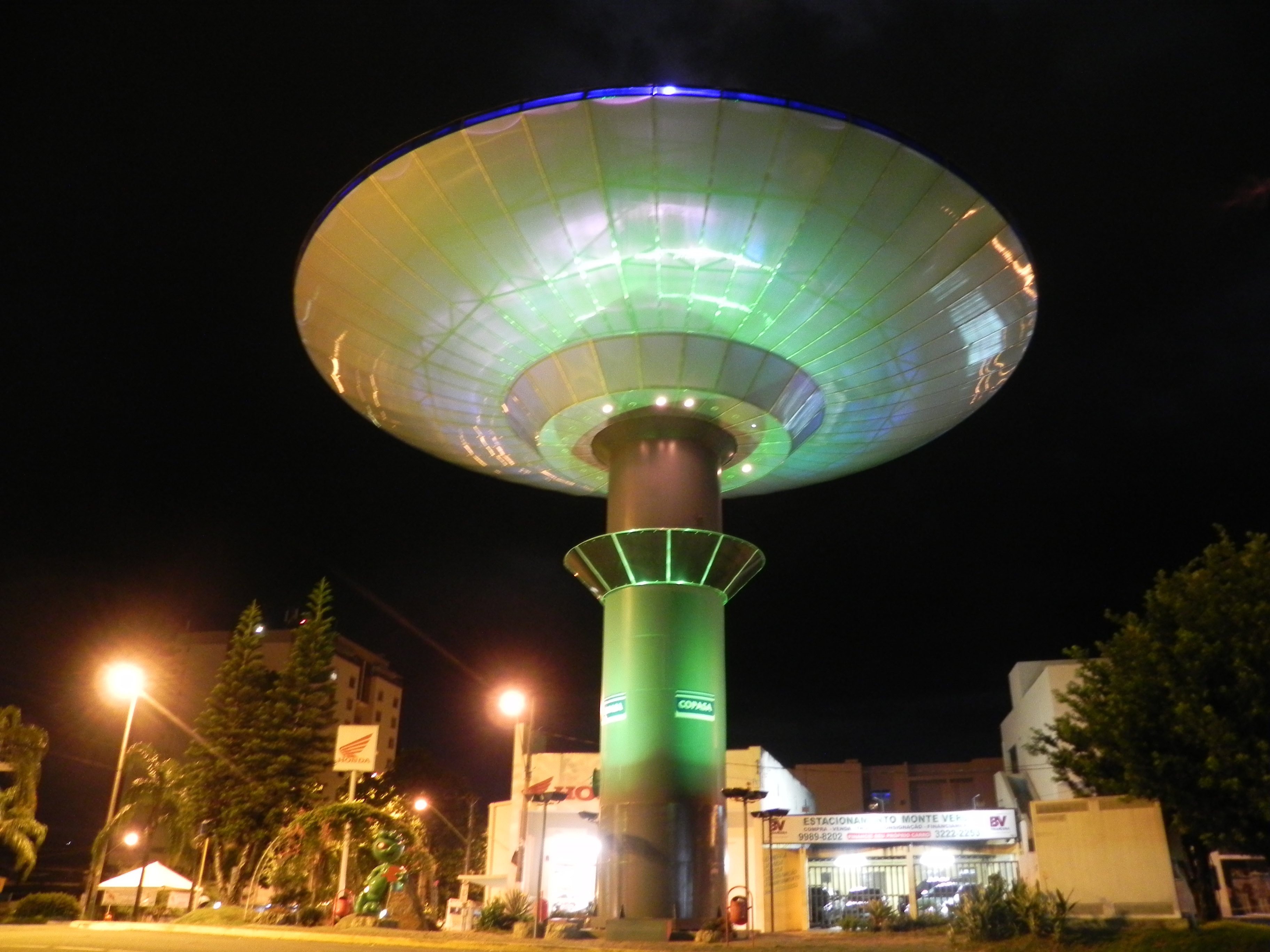
Phi thuyền chiếu sáng
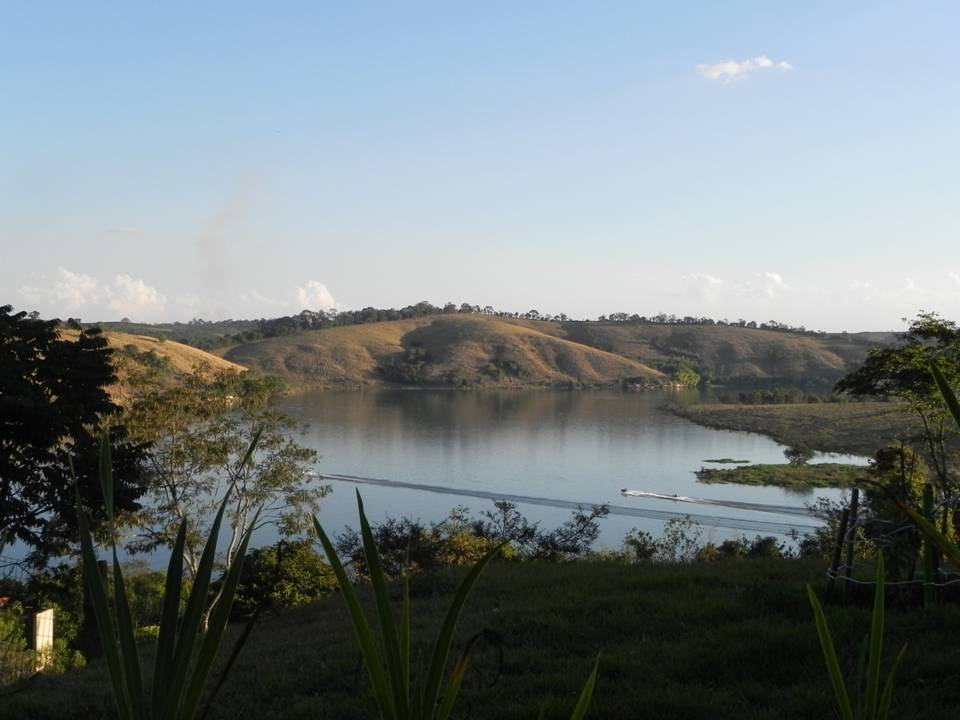
Hồ Furnas
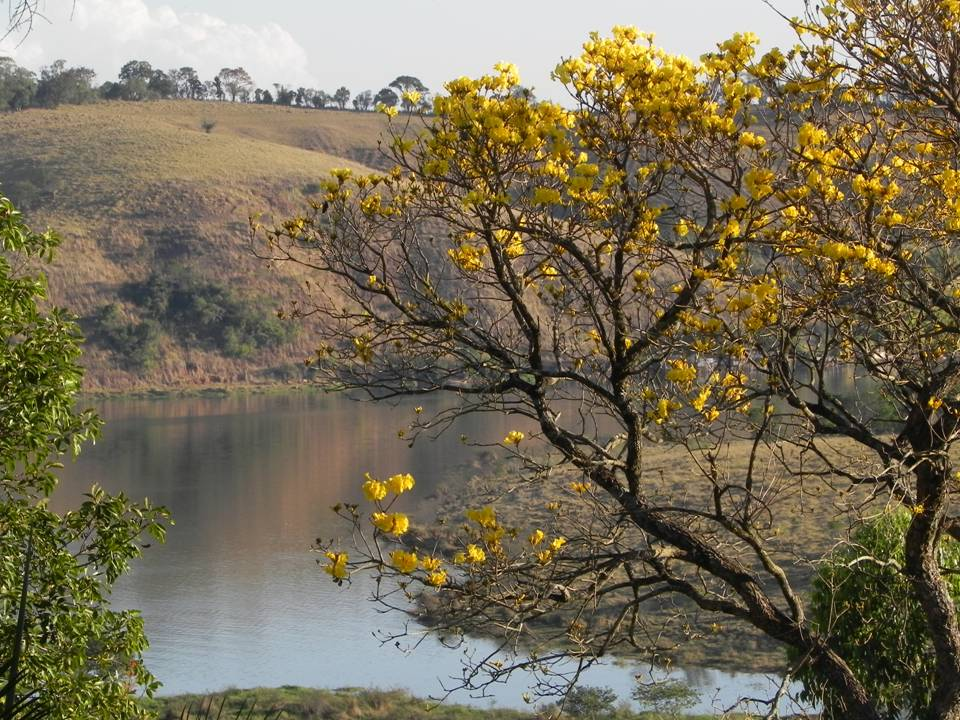
Hoa vàng bên hồ Furnas
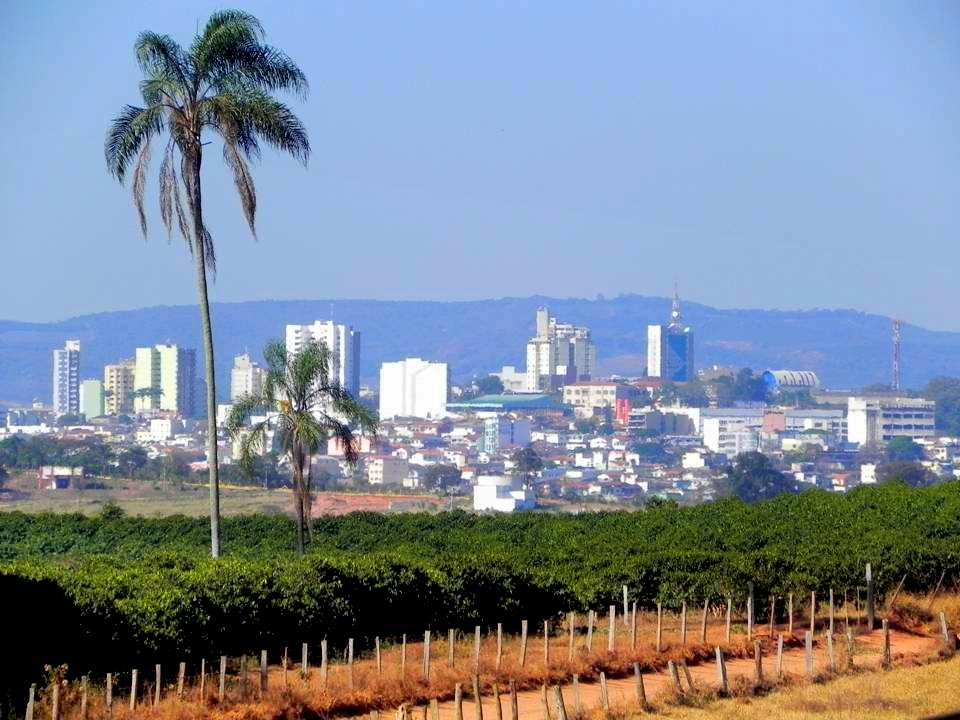
Đồn điền cà phê
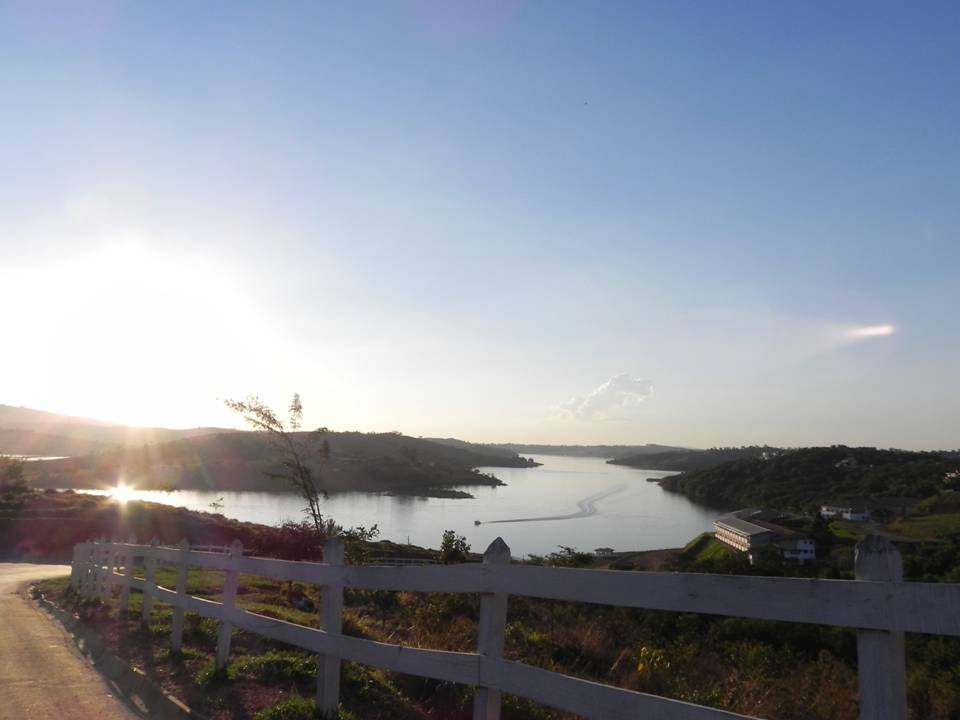
Bến du thuyền và khu nghỉ dưỡng